# Сатај
Сатаја (индон. sate или satay) је једно од најпознатијих индонежанских јела, које се састоји од меса на ражењу или штапићу, печеног на жару, најчешће уз сос од кикирикија или самбал. Јело је део свакодневне уличне хране, али и свечаних прилика у Индонезији и другим деловима Југоисточне Азије.

## Историјски развој
Сатаја се појавила у XIX веку на острву Јава, у време када су арапски трговци, индијски муслимани и кинеска дијаспора имали активну улогу у индонежанским градовима. Утицаји блискоисточних јела попут кебаба и индијских тикка специјалитета довели су до локалне адаптације – настала је сатаја као јело које комбинује месо, локалне зачине и традиционалне технике печења.

## Састојци и припрема
Основа сатаје је:
- Месо – пилетина, јагњетина, козетина, говедина, свињетина, риба, шкампи
- Маринада – од мешавине зачина као што су коријандер, куркума, ђумбир, бели лук, соја сос, паста од чилија и кокосово млеко
- Сосови – најпознатији је сос од кикирикија, али постоје и слане, слатке и љуте варијанте (нпр. самбал, кетџап манис)

Месо се наноси на танке штапиће од бамбуса или лимунске траве и пече на дрвеном жару. Често се служи уз кетупат (пиринчани колач умотан у лист палме) или лонтонг (пресовани пиринач).

## Регионалне варијације
Индонезија има преко 25 препознатљивих регионалних варијанти сатаје:
- Сате Ајам – пилетина са слатким кикирики сосом (Јава)
- Сате Камбинг – јагњећа верзија популарна међу муслиманским заједницама
- Сате Паданг – специјалитет из Паданга, са густим жутим сосом на бази куркуме
- Сате Лилит – млевено месо са кокосом и зачинима, умотано око дрвене штапиће, типично за Бали
- Сате Клачинг – козетина са љутим сосом од ораха, пореклом из Централне Јаве

## Културна улога
Сатаја је незаобилазна на:
- свадбама
- верским свечаностима
- рамазанском прекиду поста (ифтар)
- Дану независности

У многим регионима, прављење сатаје је колективна активност у којој учествује породица или цело село. Поред хране, она симболизује заједништво, гостољубивост и идентитет.

## Сатаја у глобалном контексту
Сатаја је стекла светску популарност и присутна је у:
- Холандија – као резултат колонијалне историје
- Сингапур, Тајланд и Малезија – са различитим локалним адаптацијама
- Аустралија, САД и Велика Британија – као популарно јело у ресторанима светске кухиње

У Холандији, сате се често служи уз помфрит и назива „satesaus“. У Тајланду, сатаја је део стрит фуда са слатким кокосовим сосом.

## Признање и наслеђе
Иако сатаја као појединачно јело није званично на листи Унеско нематеријалног културног наслеђа, сматра се симболом индонежанске гастрономије. Индонежанска влада активно промовише сатају у оквиру програма гастрономске дипломатије и културне размене.